# Щавель болотяний
Щавель болотяний, щавель багновий (Rumex palustris) — вид рослин з родини гречкових (Polygonaceae), поширений у Марокко, Алжирі, Європі, Туреччині.

## Опис
Дворічна чи багаторічна рослина 50–60 см заввишки. Листки ланцетно-лінійні, цілокраї, плоскі або злегка хвилясті. Внутрішні листочки оцвітини 3–4 мм завдовжки, яйцеподібні або ромбоподібно-ланцетні, з шилоподібною верхівкою, біля основи з 2 (рідше 3) шилоподібними зубцями з кожного боку.

## Поширення
Поширений у Марокко, Алжирі, Європі, Туреччині.
В Україні вид зростає у вологих місцях — в пониззях Дністра в Одеській області.